# Телшай
 Тази статия е за града в Литва.  За общината вижте Телшай (районна община).  
Телшай (на литовски: Telšiai; на жемайтийски диалект: Telšē; на полски: Telsze) е град в Северозападна Литва. Административен център е на Телшайски окръг и Телшайска община. Обособен е в самостоятелна градска енория с площ 16,4 км2.

## География
Градът е историческа столица на Жемайтия. Разположен е край езерото Мастис, на 103 километра североизточно от Клайпеда и на 69 километра западно от Шауляй.

## История
Първото споменаване на селището в писмен източник датира от 1450 година.

## Население
Населението на града възлиза на 22 068 души (по приблизителна оценка от януари 2018 г.). Гъстотата е 1346 души/км2.
Демографско развитие

## Личности
Родени в града
- Габриел Нарутович – първият президент на Полша
- Уилфрид Войнич – американски антиквар от полски произход
- Роландас Паксас – литовски политик, президент и премиер на Литва
- Юстас Палецкис – съветски политик, президент на Литовската С.С.Р.
- Еугениюс Гентвилас – литовски политик
- Юрга Шедуйките – литовска певица
- Алгирдас Гирининкас – литовски археолог
- Алфредас Бумблаускас – литовски историк
- Гедриус Арлаускис – литовски футболист
- Симона Лимонтайте – литовска шахматистка

## Градове партньори
- Кърнов, Чехия
- Минск Мазовски, Полша